# Thomas Legrain

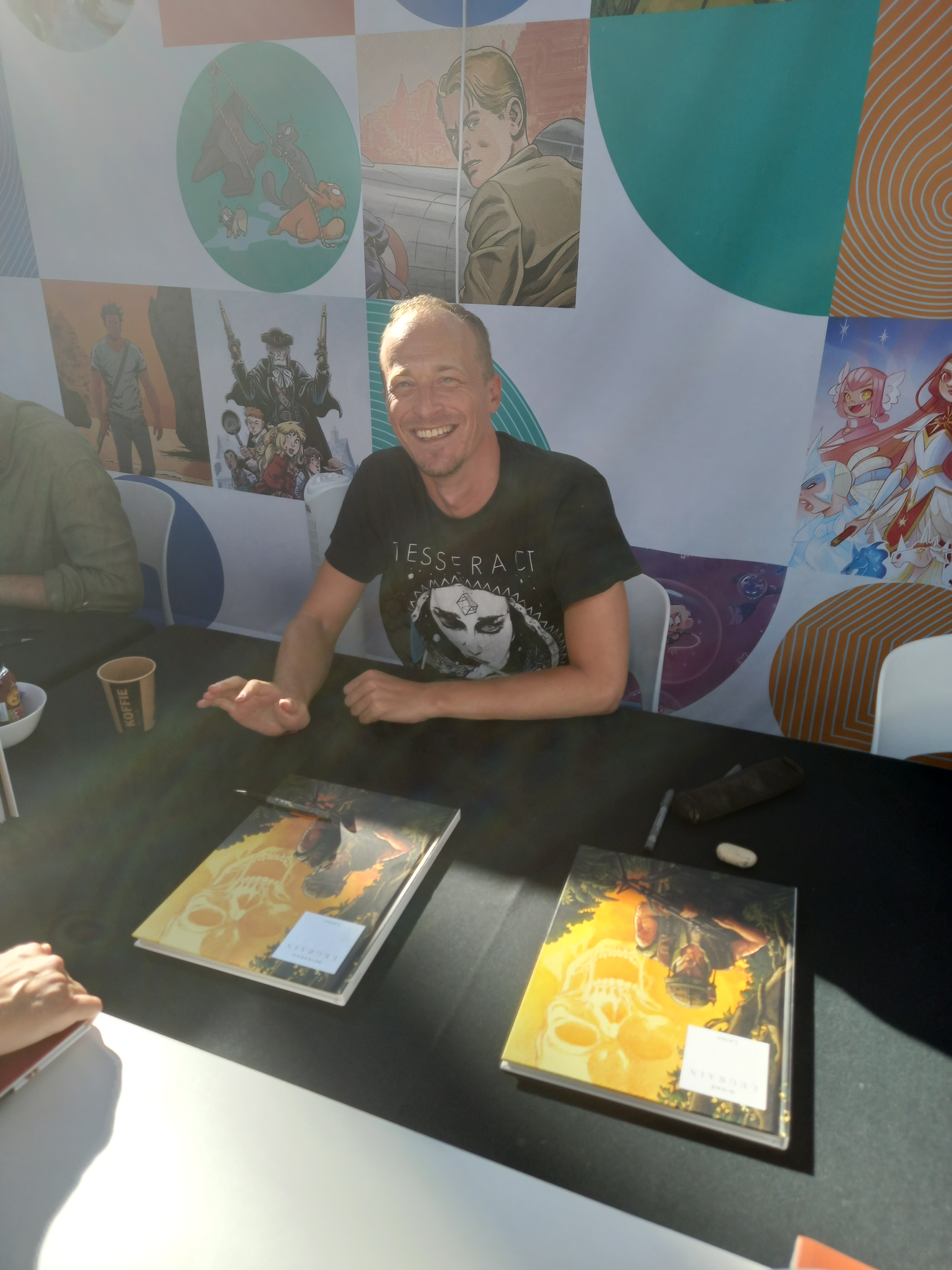
Thomas Legrain, 2023

Thomas Legrain (* 22. Januar 1981 in Belgien) ist ein belgischer Comiczeichner.

## Leben
Legrain wurde 1981 in Belgien geboren. Bereits im Jugendalter zeichnete er Comics. Während des Studiums der Geschichte und Kriminologie setzte er seine Leidenschaft fort und wurde von Jean-Claude Bartoll entdeckt. Mit Bartoll veröffentlichte Legrain zwei Serien, Mortelle Riviera (im Verlag Glénat) und L'Agence (im Verlag Casterman). Anschließend wechselte Legrain zum Verlag Le Lombard. Gemeinsam mit Benec arbeitet Legrain dort an der Serie Sisco, die teilweise mittlerweile auch in Deutschland erschienen ist.
Legrain ist ein Großneffe des Comiczeichners Jijé. Als Vorbilder für seinen realistischen Zeichenstil bezeichnete Legrain in einem Interview die Comiczeichner Philippe Francq und Youri Jigounov.

## Werke
- 2006–2008: Mortelle Riviera, mit Jean-Claude und Agnès Bartoll, drei Bände
- 2006–2009: L'Agence, mit Jean-Claude und Agnès Bartoll, vier Bände
- Seit 2010: Sisco, mit Benec, zehn Bände
- Seit 2015: Bagdad Inc., mit Stephen Desberg, drei Bände
- Seit 2017: The Regiment – L'Histoire vraie du SAS, mit Vincent Brugeas, zwei Bände